# Theodor Heinrich Degen
Theodor Heinrich Degen (* 1817 in Königsberg i. Pr.; † im 19. Jahrhundert) war ein deutscher Verwaltungsjurist und Politiker.

## Leben
Degen studierte ab 1837 Rechtswissenschaften an der Universität Königsberg. 1840 wurde er Auskultator und 1842 Regierungsreferendar. Von 1853 bis 1867 war er Landrat des Kreises Heydekrug. Von 1855 bis 1858 und erneut von 1866 bis 1867 war er für den Wahlkreis Memel-Heydekrug (Königsberg 1) Abgeordneter im Preußischen Abgeordnetenhaus. Er schloss sich der Fraktion von Arnim an und nahm an der Session der vereinigten beiden Häuser teil. Seine zweite Wahl in das Abgeordnetenhaus wurde am 15. Januar 1867 für ungültig erklärt und er schied vorzeitig aus dem Parlament aus.